# Jag hör hur dom ligger med varandra i våningen ovanför
Jag hör hur dom ligger med varandra i våningen ovanför är en sång skriven och först framförd av den svenske musikern Kjell Höglund.
Sången spelades ursprungligen in till Höglunds debutalbum Undran från 1971. Denna version, med enbart Höglund på sång och gitarr, fanns även med på samlingsalbumet Glöd 1988. En nyinspelning gjordes 1990 och gavs ut som singel tillsammans med en nyinspelning av "Man vänjer sig" (ursprungligen från Baskervilles hund). Båda dessa inspelningar fanns även med på albumet Höglund Forever (1992).
En liveinspelning, tillsammans med bland andra Lars Winnerbäck och Stefan Sundström, finns utgiven på Bland skurkar, helgon och vanligt folk från 1999.
Humoristiska dansbandet Rolandz, med frontfiguren Robert Gustafsson, framförde låten på sitt album Jajamen som släpptes 2010.
Kortfilmen Våningen ovanför från 2024 är baserad på sången.